# Fauzi Beydoun
Fauzi Beydoun (Assis, 24 de setembro de 1958) é o vocalista, guitarrista e principal compositor do grupo Tribo de Jah, um dos grupos-base do Reggae Brasileiro. Também atua como radialista e colecionador de reggae. É filho de italianos com libaneses e já morou por 4 anos na Costa do Marfim.
Poliglota, o artista fala fluentemente espanhol, francês e inglês, e suas canções são compostas nesses três idiomas, além do português.
Fauzi faz parte dos maiores nomes do reggae com reconhecimento nacional e internacional.

## Discografia

### Solo
- Reggae'n Blues - 1997

### Trabalho Paralelo
- The Many Ways of Love -  Fauzi Beydoun & The Soul Vibe -  2015

### Com a Tribo de Jah
- Roots Reggae - 1995
- Ruínas da Babilônia - 1996
- Reggae na Estrada - 1998
- 2000 Anos Ao Vivo - 1999
- Além do Véu de Maya - 2000
- Essencial - 2001
- A Bob Marley - 2001
- Ao Vivo 15 Anos - 2002
- Guerreiros da Tribo - 2003
- In Version - 2004
- The Babylon Inside - 2006
- Love to the World, Peace to the People - 2007
- Refazendo - 2008
- Pedra de Salão - 2014
- Confissões de um Velho Regueiro - 2016